# Waleny Łakoma
Walenty Łakomy vel Kołodziejczyk (ur. 1790, zm. 1884 w Siemkowicach) – żołnierz Księstwa Warszawskiego, weteran kampanii rosyjskiej Napoleona.

## Życiorys
W wieku 22 lat wstąpił do wojsk Księstwa Warszawskiego. Służył w 5 Pułku Piechoty Księstwa Warszawskiego. Przeszedł szlak od Tylży do obrony Gdańska.  Po abdykacji Napoleona został żołnierzem 1 Pułk Strzelców Pieszych (Królestwo Kongresowe). W 1830 roku odszedł z wojska. Po czym został karczmarzem w Siemkowicach.